# 基本星表
基本星表是一系列針對篩選出的小恆星與時俱進，有著高精度位置資料，用來定義天體參考框架，做為測量恆星位置標準座標系統的天體測量星表，目前已發展至第六代。

## 發佈的歷史
這一系列六版基本星表的變革如下： 
第一代的基本星表（FC）由亞瑟•奧弗斯編輯，分為兩卷出版。第一卷在1879年出版，包含539顆恆星，第二卷在1883年出版，包含83顆恆星。
新一代的基本星表（Neuer Fundamentalkatalog，NFK）是J. Peter編輯，包含925顆恆星。
第三代的基本星表（FK3）由奧古斯都•科普夫編輯，在1937年出版，並且在1938年增補。
第四代基本星表（FK4）在1963年發佈，包含1,535顆恆星，並且列出1950.0分點和1975.0兩個不同分點座標的位置。
FK4S是FK4的增補，新增了1,987顆恆星。
第五代基本星表（FK5）在1988年更新了FK4，新增加了1,535顆恆星的位置。它被基於類星體位置的國際天球參考架（ICRF）取代。
1991年發佈的FK5的擴展版（Fifth Fundamental Catalogue Extension），新增3,117顆恆星。
第六代基本星表（FK6）是FK5的更新，依據依巴谷衛星的ICRF的資料編輯而成，分為FK6(I)和FK6(III) 兩部分：FK6(I)包含878顆恆星，FK6(III)包含 3,272顆恆星。兩者都依據依巴谷星表的資料從FK5的版本更新和修訂。

## 例子
- 白羊座ι在FK5是2132
- 白羊座α在FK5是74
- 御夫座κ在FK5是1168

## 外部連結
- Fifth fundamental catalogue part I（页面存档备份，存于） Basic FK5 (1988)
- Fifth fundamental catalogue part II（页面存档备份，存于） FK5 extension